# Apple TV
Apple TV je digitalni medijski uređaj kojega je razvila američka tvrtka Apple Inc. Uređaj preko računalne žične ili bežične veze prikazuje multimedijalni sadržaj. Digitalni sadržaji mogu se prenositi preko internetskih poslužitelja koristeći posebno stvorene aplikacije (iTunes, YouTube, Flickr i sl.) ili rabeći računalo koristeći tehnologiju koju Apple Inc. zove AirPlay.
Prva generacija uređaja Apple TV predstavljena je u rujnu 2006. godine, a na tržište je puštena u ožujku 2007. godine. Trenutno je u prodaji četvrta generacija Apple TV-a.